# Österreichische Ingenieur- und Architekten-Zeitschrift
Die Österreichische Ingenieur- und Architekten-Zeitschrift, abgekürzt ÖIAZ, ist eine österreichische Fachzeitschrift für Bauwesen und Architektur, die unter wechselnden Titeln seit 1849 erscheint. Die ÖIAZ ist offizielle Verbandszeitschrift des Österreichischen Ingenieur- und Architekten-Vereins (ÖIAV).
Aufgegangen in der Zeitschrift des Österreichischen Ingenieur- und Architekten-Vereins ist die von 1876 bis 1891 erschienene Wochenschrift des österreichischen Ingenieur- und Architekten-Vereines.
Redakteure waren unter anderem Josef Philipp Herr (1858 bis 1867), August Köstlin (1870 bis 1894) und Wilhelm Tinter (1872 bis 1880).